# Biriba (Mascote do Botafogo)

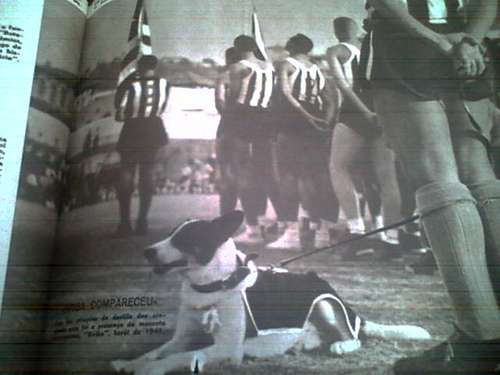
Biriba em General Severiano

Biriba, é o nome do cachorro, adotado pelo Botafogo em 1948, que era levado a todos os jogos do clube e viria a se tornar mascote e símbolo de sorte para o clube até o dias de hoje, fazendo a torcida receber o apelido de Cachorrada.

## História
Biriba era um pequeno vira-lata achado nas ruas, por Macaé, zagueiro reserva da equipe do Botafogo de 1948. Segundo Macaé, que levou o cachorro para a pensão onde morava, o cachorro incomodava os hóspedes do estabelecimento, de tal modo que a dona da pensão pediu para se livrar do animal. Como o cachorro era preto e branco, as cores do Botafogo, Macaé o levou pra General Severiano.
Em um jogo contra o Bonsucesso, em dado momento, Biriba escapou e urinou na trave do adversário. Em seguida, o Botafogo fez um gol. Vendo o que aconteceu, o presidente do clube, Carlito Rocha, supersticioso, associou os dois fatos e foi nesta circunstância que ele Biriba foi alçado à condição de celebridade. 
O cachorro foi levado a todos os jogos do clube naquele campeonato, inclusive entrando com a equipe no gramado no começo das partidas no período em que o Botafogo venceu 17 partidas e empatou duas, sagrando-se campeão carioca de 1948 após um jejum de 13 anos.Uma das ocasiões mais marcantes do mascote botafoguense aconteceu em um confronto diante do Vasco, em São Januário, quando os cruzmaltinos não queriam que Biriba entrasse no estádio, mas o presidente Carlito Rocha insistiu e ingressou no estádio com o animal em seu colo, falando que "ninguém impediria a entrada do presidente do Botafogo". Naquele ano, Biriba posou na foto oficial do time campeão.
Biriba ganhou espaço nos jornais da época, sua imagem era desenhada nas charges do Jornal dos Sports dos anos 1940 e 50. E em várias ocasiões foi tema de reportagens, como a da revista 'Biriba' de mesmo nome. O cãozinho chegou a ganhar fãs, que enviavam cartas pedindo fotos do cachorro, em depoimento a um jornal da época uma uma senhora de Petrópolis, "se dizia inteiramente alheia ao futebol, mas que se tornou botafoguense desde o dia em que ouviu falar em Biriba."
O mascote botafoguense morreu aos 12 anos, em 1958, quase inteiramente cego e com problemas cardíacos, na residência de Macaé, seu dono, no bairro de Copacabana, zona sul do Rio de Janeiro, sua morte foi anunciada no Jornal O Globo, de 11 de agosto de 1958.
"O Biriba acaba se tornando um personagem da cultura popular do Rio de Janeiro, é um personagem que transcende o Botafogo e acaba sendo uma figura icônica de uma tradição do nosso futebol que é muito ligado às crendices e superstições"— Luiz Antônio Simas, Historiador
Biriba está marcado nos livros do Botafogo e foi adotado como um dos integrantes de um dos títulos mais marcantes da história do Alvinegro, sendo lembrado como um dos mascotes e símbolos de sorte para o Botafogo. 